# Zakaj...
Zakaj... je slovaška animirana serija, ki prikazuje zgodbe o skrivnostih živalskega sveta o katerih se sprašujemo "Zakaj?". Serijo je narisal in režiral Vladimír Malík med letoma 1994 in 2000.

## Epizode
1. Zakaj polži lezejo počasi
2. Zakaj netopirji med spanjem visijo z glavo navzdol
3. Zakaj imajo pikapolonice pike
4. Zakaj imajo žolne rdeče perje na glavi
5. Zakaj so ribe neme
6. Zakaj imajo ježki bodice
7. Zakaj kresnice svetijo
8. Zakaj komarji pikajo
9. Zakaj so vrane črne
10. Zakaj pajki delajo mreže
11. Zakaj čebele nabirajo med
12. Zakaj imajo labodi dolg vrat
13. Zakaj krti živijo pod zemljo
14. Zakaj imajo stonoge sto nog

## Predvajanje v Sloveniji
Risanko je predvajala RTV Slovenija, sinhronizacija Jurij Souček.